# Calvaro Z
Calvaro Z (Calvaro FCS) (* 1987 in Deutschland; † 2009 in Frankreich) war ein Holsteinerhengst und ein ehemaliges Weltklassespringpferd.
Infolge eines Herzinfarkts starb Calvaro 2009 im Alter von 22 Jahren in Frankreich.

## Calvaro Z im Sport
Calvaro wurde von Michael Rüping in den Sport gebracht und sammelte danach mit Jos Lansink sowie den Brüdern John und Michael Whitaker internationale Erfolge.
1997 gewann er unter Jos Lansink Teamsilber bei den Europameisterschaften in Mannheim. 1998 startete er bei den Weltmeisterschaften in Rom.
1999 kam der Hengst unter Michael Whitaker, mit dem er bei Europameisterschaften und Weltreiterspielen startete.
2000 nahm Calvaro Z mit John Whitaker im Sattel an den und Olympischen Spielen 2000 in Sydney teil.

## Calvaro Z als Vererber
- Katchina Mail (Patrice Delaveau), Mannschaftssilber bei den Weltreiterspielen in Kentucky.
- Night Train (Darragh Kerins)
- Cadeau Z (Jessica Kürten)
- Cabriolet Z (Jules van Roosbroeck)
- Callas Sitte Z (Christina Liebherr)
- Chester Z (Mathijs van Asten)
- Ralvesther (Brianne Goutal)
- Santiago (Robert Vos)